# Силчар
Си́лчар (силх. শিলচর Shilchar, бенг. শিলচর Shilchôr, ассам. শিলচৰ Xilsôr) — город в индийском штате Ассам, административный центр округа Качар.

## География
Расположен в 420 км к югу от Гувахати, вблизи границы с Бангладеш, на берегах реки Барак. Средняя высота города над уровнем моря — 21 м.

## Население
По оценочным данным на 2013 год численность населения города составляет 178 156 человек. По данным переписи 2011 года население Силчара насчитывало 172 709 человек. Это второй по величине город штата после Гувахати.
Более 90 % жителей — бенгальцы, говорящие на силхетском диалекте. Распространены также языки бишнуприя-манипури и манипури.
Динамика численности населения города по годам:
| 1991    | 2001    | 2013    |
| ------- | ------- | ------- |
| 115 483 | 142 199 | 178 156 |

## Экономика и транспорт
Является важным торговым центром для своего региона и соседних штатов Манипур и Мизорам. Промышленность развита довольно слабо и представлена производством бумаги и переработкой чая.
Важный транспортный узел в восточной Индии. Имеется железнодорожное сообщение и сеть национальные шоссе до соседних крупных городов. Кроме того, имеется аэропорт, расположенный в 22 км от города и принимающий регулярные рейсы из Калькутты, Тезпура, Гувахати, Джорхата, Агарталы и Импхала.